# Charles d'Esmangart
Charles-François-Hyacinthe d'Esmangart, né le 11 mai 1736 ou le 16 mai 1736 à Verneuil-sur-Avre, et mort le 4 janvier 1793 à Vichy, est un noble français du XVIIIe siècle qui exerça notamment les fonctions d'intendant de Guyenne à Bordeaux (1770-1775), d'intendant à Caen (1775-1783) et d'intendant de Flandres et d'Artois à Lille (1783-1789). 

## Biographie
Fils de Hyacinthe Esmangart et de Marie Julienne de Fresne, Charles d'Esmangard était chevalier, seigneur de Montigny, des Bordes, de Feynes, de Pierrerue et autres lieux, conseiller au Grand Conseil le 3 juin 1758, grand rapporteur en la chancellerie en 1758, maître des requêtes le 12 mai 1761 ; après la nomination de Calonne à l'intendance de Metz le 7 octobre 1766, il est désigné à sa place comme procureur général dans les procédures à faire contre de La Chalotais ; président au Grand Conseil le 4 janvier 1768 ; nommé le 26 mars 1770 intendant de Guyenne (du 10 mars 1770 jusqu'en 1775) où il fut l'instigateur de la détermination prise par Turgot de faire achever le grand théâtre de Bordeaux, puis nommé à la suite de ses luttes avec le gouverneur le  duc de Richelieu, intendant à Caen (1775-1783), et intendant de Flandres et d'Artois à Lille (1783-1789), conseiller du roi en ses conseils.

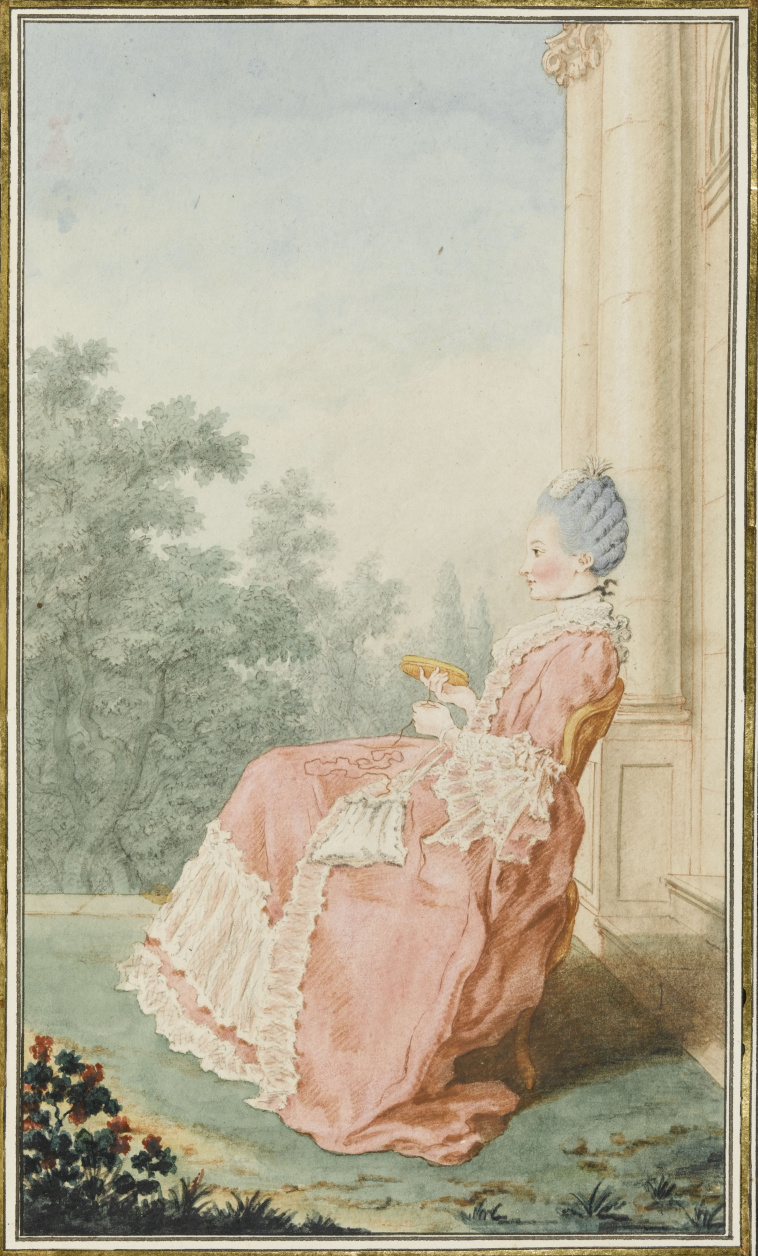
Portrait de Mme d'Esmangart, intendante de Lille.

Le 30 août 1764, il avait épousé Françoise Tracol.